# Até Aqui eu Cheguei
Até Aqui eu Cheguei é o trigésimo quarto álbum de estúdio da banda brasileira Voz da Verdade, lançado em 7 de setembro de 2018 de forma independente.
O disco, de repertório inédito, comemora 40 anos de carreira do grupo e inclui a regravação em inglês da canção "O Escudo", do álbum O Melhor de Deus Está por Vir (2003).

## Lançamento e recepção
| Críticas profissionais | Críticas profissionais |
| Avaliações da crítica  | Avaliações da crítica  |
| Fonte                  | Avaliação              |
| ---------------------- | ---------------------- |
| Super Gospel           | [ 2 ]                  |

Até Aqui eu Cheguei foi lançado nas plataformas digitais em setembro de 2018 e recebeu versão em formato físico. O disco recebeu avaliações da mídia especializada. Em uma revisão negativa, o Super Gospel afirmou que o álbum não reflete a mesma criatividade da banda em seus anos anteriores e que "tem todos os elementos marcantes na história da banda, desde a grandiosidade dos arranjos de cordas e metais, até a superficialidade em suas declarações".

## Faixas
1. "Até Aqui eu Cheguei"
2. "O Médico e as Feridas"
3. "Ele Quebra o Ferro e o Aço"
4. "Cantarei ao Senhor Enquanto Viver"
5. "Alimento"
6. "O Grande Rio"
7. "Jesus Faz Novas Todas as Coisas"
8. "Olhando para o Céu"
9. "Proteção"
10. "Voz de Arcanjos"
11. "Meu Coração Sorri"
12. "The Shield (O Escudo)"